# Seabee Heights
Die Seabee Heights sind eine schroffe und schneebedeckte Gebirgsgruppe im Königin-Maud-Gebirge der antarktischen Ross Dependency. Sie ragen bis zu 3400 m hoch, bei einer Ausdehnung von 24 km Länge und 8 km Breite, zwischen dem DeGanahl-, dem LaVergne- und dem Liv-Gletscher auf.
Das Advisory Committee on Antarctic Names benannte sie 1966 nach dem Bauregiment Seabees der United States Navy, das bei der Errichtung von US-Forschungsstationen in der Antarktis eine bedeutende Rolle gespielt hatte.